# Карат (благородни метали)
Вижте пояснителната страница за други значения на Карат.
За единицата за тегло на скъпоценни камъни вижте Карат (маса).
Каратът е мярка за „чистотата“ (съдържанието на основния метал) на златни и платинови сплави. Един карат е 1/24 тегловна част съдържание на чист метал. Следователно 24-каратовото злато е чисто злато (99,99%), 12-каратовото е с чистота 50% и т.н.
Каратовата система постепенно се допълва и заменя от метричната система, в която чистотата на благородните метали се измерва в хилядни части чист метал в сплавта.
Най-често срещаните проби злато в търговията с благородни метали, бижутерството и златарството са:
- 24 карата – 99,99% злато (999-метрична рафинираност; 999 единици злато и   1 единица примеси или 99.99% злато и 00.01% примеси)
- 22 карата – 91,60% злато (916-метрична рафинираност; 916 единици злато и 84 единици примеси или 91.60% злато и 08.40% примеси)
- 20 карата – 83,30% злато
- 18 карата – 75,00% злато
- 16 карата – 66,67% злато
- 14 карата – 58,50% злато
- 12 карата – 50,00% злато
- 10 карата – 41,7 % злато
- 9 карата – 37,5 % злато